# Sytråd

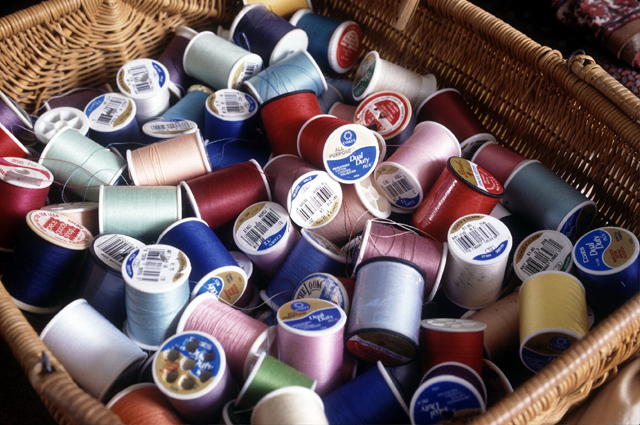
300-meters och 400-meters trådrullar med sytråd

Med sytråd, avses vanligen en tvinnad tråd som är ytbehandlad och ibland polerad.
Den sytråd som konsumenter kan köpa i handeln säljs på trådrullar av plast (tidigare av trä) eller papp. Rullarnas längd mäts i meter eller yards. Kraftig sytråd kallas traditionellt för björntråd. Andra vanliga benämningar på kraftig sytråd är kapelltråd, extra stark, knapptråd och Goliat. Karakteristiskt för dessa är att de inte töjer sig vid belastning. (Se vidare tenacitet.)
Sytråd avsedd för maskinsömnad är numera vanligen av polyester eller bomull. Vanliga längder på rullar med polyester- och bomullstråd är 100 m, 200 m, 300 m och 400 m. För handsömnad finns även sytråd i linne och silke (knapphålssilke). Denna säljs vanligen i mindre längder, till exempel 50 m per rulle. 
Tunna ullgarner för till exempel broderi kallas vanligen inte för sytråd.

## Sytråd i kulturen
I liknelser används ofta sytråd för att beskriva något som är väldigt tunt, svagt eller smalt. Till exempel: "Smal som en sytråd om midjan"

## Företag som tillverkar sytråd
- Amann
- Chadwick, Storbritannien
- Gütermann, Tyskland
- Mölnlycke, Sverige